# Haynesville (Luizjana)
Haynesville – miasto w Stanach Zjednoczonych, w stanie Luizjana, w parafii Claiborne.